# 高陽方言
高陽方言（Gao-Yang Yue, Koyeung），亦稱高雷方言，即粵語高阳片或高雷片，是粵語方言之一，主要分佈於粵西南的陽江、高州、雷州半島北部一帶，比如阳江大部分，和湛江城区（湛江除城区外其余乡村方言属于闽语分支雷州話，并非粤语）。

## 特色
由於偏離香港、澳門、廣州、深圳、佛山等「省城區」，因此，高陽方言無論在發音或是用詞上都會與標準粵語有所出入，但不善高陽方言的標準粵語母語者通常能勉強明白其內容。